# Автомагістраль A29 (Нідерланди)
Автострада A29 — автомагістраль у Нідерландах. Її довжина становить приблизно 31 кілометр. A29 розташована в голландських провінціях Південна Голландія та Північний Брабант.
Європейських маршрутів, які є частиною автомагістралі А29, немає.

## Розділ Клаасвал-Дінтелорд
Ділянка між запланованою розв'язкою Klaaswaal і південною кінцевою станцією біля Dinteloord офіційно є частиною автомагістралі 4. Однак, поки не буде побудована відсутня ланка цієї дороги між Роттердамом (на розв’язці Бенілюкс) і Клаасвалом, ділянка Клаасвал-Дінтелорд буде називатися A29, щоб уникнути плутанини.